# Aedes daggyi
Aedes daggyi är en tvåvingeart som beskrevs av Stone och Richard Mitchell Bohart 1944. Aedes daggyi ingår i släktet Aedes och familjen stickmyggor. Inga underarter finns listade i Catalogue of Life.